# Impatiens burtonii
Impatiens burtonii är en balsaminväxtart som beskrevs av Joseph Dalton Hooker. Impatiens burtonii ingår i släktet balsaminer, och familjen balsaminväxter. Inga underarter finns listade i Catalogue of Life.